# Moșeni, Rîșcani
Moșeni este un sat din cadrul comunei Vasileuți din raionul Rîșcani, Republica Moldova.

## Demografie

### Structura etnică
Structura etnică a satului conform recensământului populației din 2004:
| Grup etnic         | Populație | % Procentaj |
| ------------------ | --------- | ----------- |
| Moldoveni / Români | 676       | 97,69%      |
| Ucraineni          | 11        | 1,59%       |
| Ruși               | 2         | 0,29%       |
| Bulgari            | 2         | 0,29%       |
| Alții              | 1         | 0,14%       |
| Total              | 692       | 100%        |